# Im Jenseits sind noch Zimmer frei
| Figur              | Darsteller          | Deutscher Sprecher  |
| ------------------ | ------------------- | ------------------- |
| Buzzy Crocker      | Steve Guttenberg    | Joachim Tennstedt   |
| Anna Petterson     | Kirsten Dunst       | Marie Bierstedt     |
| Jill Perry         | Nia Peeples         | Daniela Hoffmann    |
| Chris Todd         | Michael McShane     | Jürgen Kluckert     |
| Abigail Gregory    | Amzie Strickland    | Tilly Lauenstein    |
| Claire Poulet      | Melora Hardin       | Ulrike Stürzbecher  |
| Gilbert            | Alastair Duncan     | Stefan Staudinger   |
| Sally Shine        | Lindsay Ridgeway    |                     |
| Dewey Todd         | John Franklin       | Santiago Ziesmer    |
| Emeline Partridge  | Wendy Worthington   |                     |
| Patricia Petterson | Lela Ivey           | Marina Krogull      |
| Dr. Daniels        | Richard Minchenberg | Lutz Schnell        |
| Sergeon            | Marcus Smythe       |                     |
| Great Grand Dad    | Don Perry           |                     |
| Dr. Galvao         | Ben Kronen          | Karl-Maria Steffens |
| Reporter           | Michael Waltman     |                     |

Im Jenseits sind noch Zimmer frei (Originaltitel Tower of Terror) ist eine US-amerikanische Horrorkomödie aus dem Jahr 1997. Regie führte D. J. MacHale, der auch das Drehbuch schrieb und den Film mitproduzierte. Vorlage war, wie später auch bei der Geistervilla und dem Fluch der Karibik, eine Disney-Themenfahrt, hier der Freifallturm Twilight Zone Tower of Terror. Der Film wurde in Los Angeles und in Florida gedreht. Er wurde in Australien zuerst auf Video veröffentlicht.

## Handlung
Am Anfang zeigt eine Rückblende die Halloweennacht des Jahres 1939, in der fünf Personen mit einem Aufzug im Hollywood Tower Hotel fahren. Ein Blitz leuchtet und die Menschen verschwinden spurlos.
In der Gegenwart glaubt man, die Geister der Verschwundenen würden ab und zu im Hotel erscheinen. Der Reporter Buzzy Crocker will darüber einen Artikel schreiben, wobei ihm seine Nichte Anna Petterson hilft. Sie treffen Abigail Gregory, eine ältere Frau, die die Geschichte des Hotels gut kennt. Sie erzählt, die Menschen seien als Folge eines Fluchs der Hexe Emeline Partridge verschwunden, die von dem damals verschollenen Kinderstar Sally Shine genug gehabt habe.
Crocker und Petterson treffen die Geister. Sie erfahren, dass nicht Partridge eine Hexe war, sondern Gregory eine ist. Sie hat die Macht, den Fluch aufzuheben. Es stellt sich heraus, dass Gregory und Shine Schwestern sind; Gregory bittet Shine um Vergebung. Die Geister gehen in den Himmel; Shine kommt zurück und verlässt gemeinsam mit Gregory – die plötzlich jung wird – das Hotel. Crocker findet eine Freundin, Jill Perry.

## Rezeption
Diane Selkirk schrieb im Apollo Movie Guide, der Film sei formelhaft, aber er verfolge eine „gute Formel“. Er sei humorvoll und mit Abenteuern gefüllt, die Darstellungen seien solide, genauso wie die erzählte Geschichte. Die Figuren könne man mögen.

„Fantasy-Komödie mit Familientouch, die unter der sprunghaften Handlung und den mittelmäßigen Darstellern arg leide.“

Kirsten Dunst wurde im Jahr 1998 für den Young Artist Award als Beste junge Hauptdarstellerin in einem Fernsehfilm oder in einer Miniserie nominiert.